# Ischnoptera variegata
Ischnoptera variegata es una especie de cucaracha del género Ischnoptera, familia Ectobiidae. Fue descrita científicamente por Rocha e Silva & Lopes en 1977.
Habita en Brasil.